# Бичок-губань
Бичок-губань (Ponticola platyrostris) — вид риб родини Бичкових (Gobiidae), Понто-Каспійський релікт. Ендемік Чорного моря, де віддає перевагу скелястим біотопам.

## Характеристика

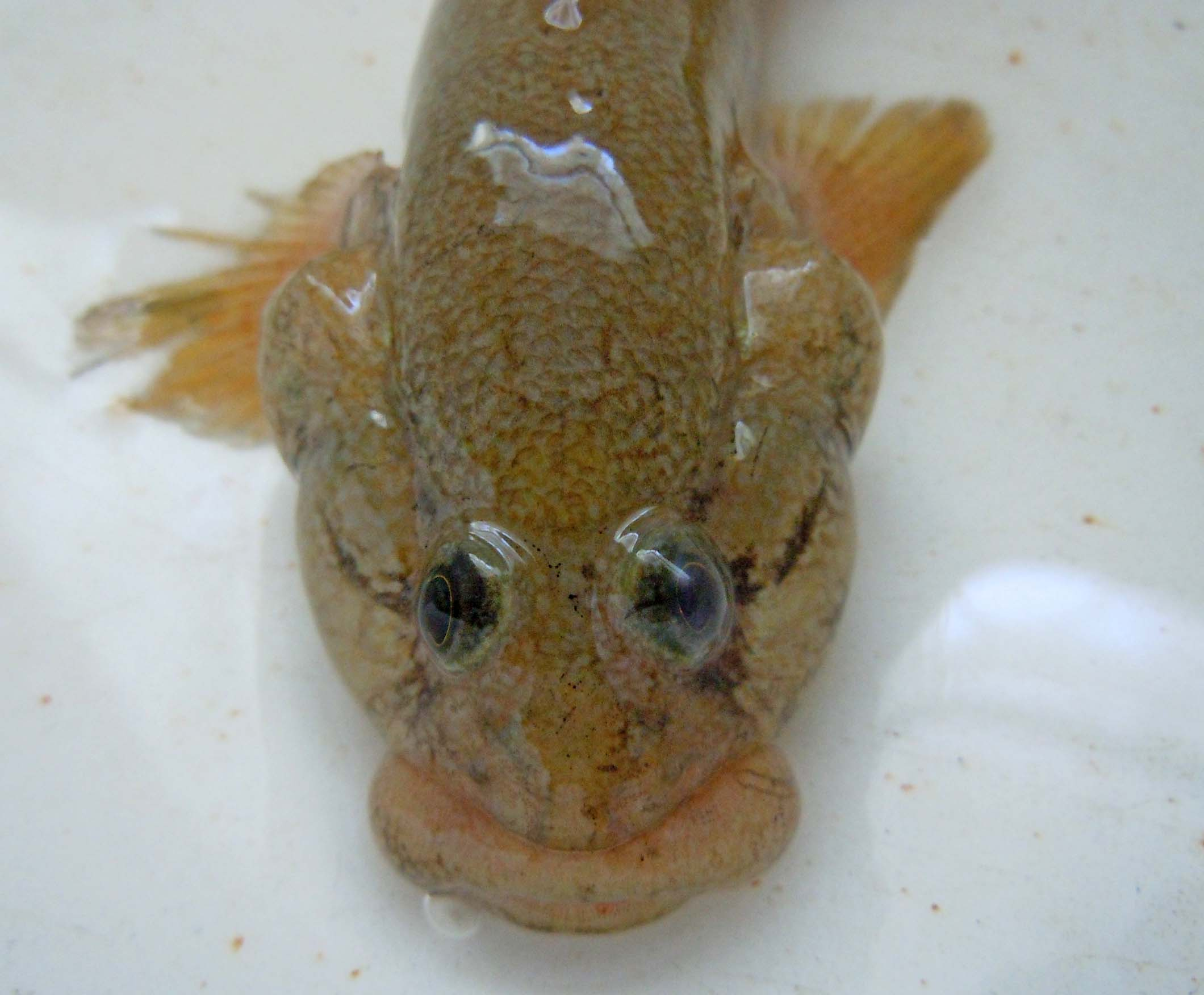
Голова бичка-губаня

Сягає 22,5 см довжини. Тіло має сіро-буре або червонувато-буре забарвлення з дрібними темними плямами по боках. Близько п'яти плям розташовані по середній лінії боків. Черево дещо світле. На голові світлі круглі плями з темною облямівкою. Голова притиснута зверху. Бокові частини верхньої губи сильно роздуті, дещо виділяється нижня щелепа. Тім'я, спина, горло, основи грудних плавців і черево вкриті циклоїдною лускою, зяброві кришки майже голі.
```
Плавці
 з рядами чорних цяточок. Перший 
спинний плавець
 темно-сірий з поздовжніми смужками. Інші плавці
 
— із смугами з темно-синім відтінком. Другий 
спинний плавець
 на всьому протязі однакової висоти. Комірець черевного 
присоску
 із загостреними лопатинками. Висота хвостового стебла менш за 8
 
% довжини тіла, товщина хвостового стебла більш за 66
 
% його висоти. Поперечних рядів лусок (55) 58-78 (71). 
Статевий диморфізм
 проявляється в різниці висоти голови, у формі рота та щік.
```

## Ареал
Поширений у північно-західній і північно-східній частинах Чорного моря без лиманів, біля берегів Криму, в деяких частинах Азовського моря. У східній частині Чорного моря зустрічається від Керченської протоки вздовж Кавказького узбережжя до Батумі.
В Україні його основний ареал пролягає вздовж узбережжя Криму від Ялти і Карадаге на схід до Керчі. У північно-західній частині моря відомий з Одеської затоки та прилеглих ділянок прибережжя. Серед річок відзначений у Південному Бузі.

## Біологія та екологія
Тримається прибережних ділянок із скелястими та кам'янистими ґрунтами, на глибинах 0,5-2 м. Зазвичай живе водах солоністю 18-30 ‰, віддає перевагу відкритим ділянкам узбережжя. Нерестує у квітні-травні, на глибинах 0,3-1 м, серед каміння із водними рослинами, переважно Cystoseira. Живиться донними безхребетними (краби, гаммариди, тощо), молоддю риб.